# يعقوب آغا
يعقوب آغا (بالتركية العثمانية: یاکوب آقا)‏(بالتركية: Yakup Ağa)‏، أو (بالتركية العثمانية: ابو یوسف نور الله یاکوب)‏ (بالتركية: Ebu Yusuf Nurullah Yakub)‏، أو «أبو يوسف يعقوب التركي» (بالتركية: Ebu Yusuf Yakub-ut Türkî)‏  والد الإخوة بربروس: عروج بربروس وخير الدين بربروس باشا. وهو عثماني من أصل ألباني وقد أسلم في القرن 15.

## أصله
أصل يعقوب آغا من مدينة «ينيجا» (بالتركية: Yenice)‏ الواقعة على نهر "فاردار"، والتي أُعطيت لليونان عام 1912م وأصبح اسمها حالياً مدينة «يانيتسا»  الواقعة بشمال اليونان ضمن مقاطعة بيلا، التابعة لإقليم مقدونيا الوسطى.

## بداية حياته
كان يعقوب آغا أحد فرسان السباهية،  الذين كانوا جنوداً فرساناً عثمانيين يقيمون في مزارع بالأراضي التي فتحوها. وفي أحد المصادر أن والده هو الذي كان أحد فرسان السباهية وليس يعقوب آغا.
شارك يعقوب في الفتح العثماني لجزيرة ليسبوس الواقعة على بحر ايجة والتي انتزعها العثمانيون في عهد السلطان محمد الفاتح  من جمهورية جنوة عام 1462م. كوفئ يعقوب عقب هذا الفتح بمنحه إقطاعية بقرية «بونوفا» (Bonova) الواقعة بالجزيرة وتم تعيينه بمنصب آغا القرية، أي رئيسها، وهو لقب مدني وعسكري كان مستعملا في عهد الدولة العثمانية.

## زواجه
تزوج يعقوب في جزيرة ليسبوس من «كاترينا»، أرملة قسيس أرثوذكسي،  وكانت امرأة مسيحية يونانية محلية من قرية ميتيليني الواقعة بجزيرة لسبوس.

## أولاده
رُزق يعقوب من «كاترينا» (خديجة)بإبنتان وأربعة أولاد. لا يُعلم الكثير عن بناته الإثنتين، أما أولاده الأربعة فكانوا:
1. إسحاق بن يعقوب.
2. عرّوج، الذي أصبح لقبه فيما بعد: عروج بربروس.
3. خضر، الذي أصبح لقبه فيما بعد: خير الدين بربروس باشا.
4. إلياس بن يعقوب.

## عمله
اشتغل يعقوب بصناعة الخزف وأصبح خزّافاً وترسخ في تلك الصناعة، فقام بشراء قارب تجاري ليبيع منتجاته خارج جزيرة لسبوس، وقام أبناؤه الأربعة بمساعدة والدهم في ذلك العمل العائلي:
1. في البداية، قام إسحاق الابن البكر بالعمل في الشؤون المالية لتلك الشركة العائلية فبقي بمدينة ميتيليني.
2. أما خضر، فعمل في بحر إيجة وكانت أغلب عملياته في مدينة سلانيك.
3. وسرعان ما انخرط الأخوان عروج وإلياس في العمل بالتجارة البحرية وأصبحوا بحارة، وفي وقت لاحق تحولوا إلى العمل بالجهاد البحري في البحر الأبيض المتوسط.

## مصائر أبنائه
1. اعتدى فرسان القديس يوحنا على سفينة الأخوين عروج وإلياس خلال أول رحلة تجارية لهما صوب طرابلس، واشتبكوا في معركة كبيرة بواسطة سفينة حربية من نوع: قادس، فأسروا سفينة الأخوين. قُتل إلياس خلال المعركة، بينما أُسر أخاه عروج وأُخذ أسيراً بسفينته صوب جزيرة رودس مقيداً بالسلاسل وحُبس، ثم صيّروه عبدا [14] وأُجبر على العمل أسيراً جدافاً على متن إحدى السفن لمدة سنتين أو ثلاث سنوات، حتى سنحت له الفرصة وحلَّ قيوده من على السفينة وقفز في البحر وسبح حتى وصل للساحل، واستعاد عروج حريته.
2. بعد ذلك، عمل عروج وشقيقه خضر بالجهاد البحري واشتهروا باسم الإخوة بربروسا، وشاركوا في العديد من الحملات العثمانية في جميع أنحاء البحر الأبيض المتوسط واكتسبوا شهرة على مهارتهم القيادية.
3. استشهد عروج وإسحاق في وهران بالجزائر خلال معركة تلمسان أثناء محاربة الإسبان حيث دافع دفاعاً مستميتاً عن المدينة وتحولت المعركة إلى قتال شوارع. وظل يقاتل حتى مات كل رجاله وقُتل، وكان ذلك في سنة 924 هـ الموافق 1518م.[15] وقُطع رأسه وحُمل إلى إسبانيا التي طيف بها في أغلب المدن الإسبانية ثم أودعت في كنيسة سانت جيروم في قرطبة.[16][17][18]
4. كان خضر هو آخر الباقين على قيد الحياة من أبناء يعقوب آغا وأصبح أشهر قادة الجهاد البحري في عصره وشخصية أسطورية بأن صار قبودان باشا (أدميرال) الأسطول العثماني وصار لقبه خير الدين بربروس. توفي خضر (خير الدين بربروس) في إسطنبول عاصمة الخلافة العثمانية عام 953 هـ / 24 يوليو 1546م عن عُمر يناهز 74 عامًا، ودُفن في قبره الذي بناه في بشكطاش بإسطنبول قريبا من شاطئ البحر وخلفه حسن آغا في حكم الجزائر. وما زال قبره موجودا بمدينة إسطنبول في منطقة بشكطاش إلى اليوم. كانت السفن الحرب التركية وما زالت حتى اليوم، إذا خرجت إلى سفر أو إلى تدريب، تطلق قذيفة مدفع تحية لبربروس عند المرور أمام قبره.